# 加古川市立加古川養護学校
加古川市立加古川養護学校（かこがわしりつ かこがわようごがっこう）は、兵庫県加古川市上荘町見土呂にある加古川市の特別支援学校である。通称：加古養（かこよう）。
創立当初は知的障害児・肢体不自由児が在籍していたが、知的障害児を兵庫県立いなみの養護学校への在籍と分離した経緯から、現行では肢体不自由児の在籍する学校となっている。

## 沿革
- 1960年（昭和35年）4月4日 - 加古川市立加古川小学校に特殊学級を設置[2]。
- 1965年（昭和40年）5月1日 - 養護学校設立認可。加古川市立加古川養護学校と称し、加古川小学校に仮校舎を置いて小、中学部をもって開校。
- 1969年（昭和44年）4月1日 - 現在地に独立校舎完成し移転する。
- 1970年（昭和45年）6月1日 - 幼稚部が認可される。
- 1979年（昭和54年） - 知的障害児は兵庫県立いなみの養護学校へ分離。
- 1985年（昭和60年）4月1日 - 高等部を設置する。
- 2013年（平成25年）3月15日 - 新校舎完成。

## 学部
加古川養護学校の学部は、『幼稚部』『小学部』『中学部』『高等部』の4つに分かれている。

## 通学区域
- 加古川市
- 高砂市
- 稲美町
- 播磨町

スクールバスは加古川から3台と高砂から1台を、運行している。

## 主な卒業生
にっしー
ライブ配信 ふわっちで配信を行っている。内容は多岐にわたる。（2013年卒）